# Château de Largentière
Le château de Largentière  est un ancien château fort dont l'origine remonte au XIIIe siècle, qui se dresse sur le territoire de la commune française de Largentière dans le département de l'Ardèche, en région Auvergne-Rhône-Alpes. L'édifice est inscrit au titre des monuments historiques.

## Localisation
Le château, construit au ras du rocher, domine le bourg en gradins de Largentière, dans le département français de l'Ardèche.

## Historique

### Le Vivarais, de l'Empire carolingien au Saint-Empire romain germanique
Cette section devrait être déplacée dans l'article Vivarais.
Pour plus d’informations, se reporter en page de discussion. (juillet 2021)
La croissance des échanges commerciaux va repartir au Xe siècle en Europe occidentale. Le manque d'or va amener la recherche de mines d'argent pour devenir la matière première de la monnaie avec le denier. Plusieurs mines de plomb argentifère sont exploitées le long de la vallée de la Ligne.
Dans le partage de l'empire carolingien au traité de Verdun, en 843, le Vivarais fait partie du domaine de Lothaire Ier, empereur d'Occident entre 840 et 855. Après la mort de Lothaire Ier, le Vivarais fait partie du domaine de Charles de Provence. À sa mort, en 863, son frère Lothaire II de Lotharingie ne peut pas récupérer son domaine, mais seulement le duché de Lyon comprenant les comtés de Lyon, Vienne et le Vivarais, tandis que le reste est pris par Louis II, roi d'Italie. Après la mort de Louis II le Bègue, Boson de Provence se fait couronner en 879 roi de Bourgogne qui comprend la Provence. Après une période de conflit entre carolingiens et bosonides qui a entraîné le partage du royaume entre la Provence et la Bourgogne qui sont réunifiés par Rodolphe II de Bourgogne après la mort de Louis III l'Aveugle, en 928. Après la mort de Rodolphe III, le royaume de Bourgogne, ou royaume d'Arles, est rattaché au Saint-Empire romain germanique en 1034. Le diocèse de Viviers a d'abord été un évêché suffragant de l'archidiocèse d'Arles, puis suivant les vicissitudes de l'histoire à Arles ou à l'archidiocèse de Vienne puis définitivement à de dernier par Calixte II. 

### Le castrum de Ségalières et les mines d'argent enjeux de conflits entre l'évêque de Viviers et le comte de Toulouse
La première mention de Largentière est un bref d'obédience des chanoines de Viviers du IXe ou Xe siècle dans lequel il est écrit que le chanoine Audebert possède Largentière et Saint-Pierre-de-Colombier.
En 1146, l'empereur Conrad III accorde à l'évêque de Viviers Guillaume le droit de battre monnaie. Ce droit de battre monnaie par l'évêque de Viviers est confirmé en 1177 par l'empereur Frédéric Barberousse, en 1216 par l'empereur Frédéric II, en 1294 par le roi de France Philippe IV, puis de nouveau en 1314, et au cours du XIVe siècle mais cette monnaie n'avait plus cours que dans les limites du diocèse. Cette émission a cessé à la fin du XIVe siècle, peut-être par épuisement des mines.
En 1169, Hugues d'Ucel (1120-avant 1198) donne ses mines de Largentière à l'évêque Raymond d'Uzès, mais il s'est reconnu l'année suivante vassal du comte de Toulouse, Raymond V pour ses châteaux d'Ucel, de Saint-Laurent-sous-Coiron et de Rochecolombe en présence de Raymond, évêque d'Uzès.
Le 16 mars 1177, l'empereur Frédéric Ier de Hohenstaufen fait de l'évêque de Viviers un prince du Saint-Empire. Il semble que ce n'est qu'après la mort de l'empereur, en 1190, que Raymond V, comte de Toulouse, a commencé à vouloir mettre la main sur les mines de Largentière comme semble de montrer une charte de l'archevêque de Vienne Robert (1186-1195), probablement de 1193, constatant un accord passé entre l'évêque de Viviers et le comte de Toulouse concernant les mines. Raymond V accepte d'abandonner ses droits à l'évêque contre six deniers d'argent par livre extraite et les châteaux de Grospierres et d'Aiguèze. De plus l'évêque doit payer cent marcs d'argent pour l'abandon des droits du comte de Toulouse sur la ville de Viviers. Après la mort de Raymond V, son fils remis en cause cet accord.
Une tour a alors été construite par l'évêque de Viviers sur un éperon surplombant la Ligne, en rive droite, à proximité de la principale mine de plomb argentifère.  sur un lieu que s'est appelé Segualeriæ (Ségualières) jusqu'au XVIIIe siècle. Cette tour appelée « Argentaria » permettait de contrôler la route menant à Tauriers et Jaujac et de protéger la mine. Cette tour permettait aussi aux évêques de Viviers d'affirmer leur revendication sur la propriété des mines face à celle des comtes de Toulouse qui possédaient le château de Fanjeaux (ou Fanjau), situé en rive gauche de la rivière.
Le tour « Argentaria », ou argentière, est citée en 1210 dans un texte donnant un accord entre l'évêque de Viviers et le comte de Toulouse. Cette tour carrée va devenir le donjon du château. Son accès se faisait par le premier étage. Les murs ont une épaisseur de 3 m. La tour a une hauteur de 30 m.
En 1198, un accord entre le comte de Toulouse, Raymond VI de Toulouse, et Nicolas, évêque de Viviers prévoit un partage du castrum de Ségalières. Le comte de Toulouse reçoit la moitié du fief et la moitié des mines. L'autre moitié revient à l'évêque, mais sur sa part, l'évêque doit donner un tiers à Aymar ou Adhémar II de Poitiers (vers 1170-1250/1251), comte de Valentinois, seigneur de Crest et un autre tiers à Bermond d'Anduze.
Le comte de Toulouse a construit une tour au sud de celle de l'évêque dont il ne subsiste plus que le soubassement sous forme d'une terrasse semi-circulaire en avant de la cour supérieure. Cette tour était reliée à une enceinte enserrant le donjon de l'évêque. À la même époque, les deux autres coseigneurs alliés au comte de Toulouse et qui avaient obtenu une partie de la seigneurie de Ségalières, Adhémar de Poitiers et Bermond d'Anduze, construisent des tours à l'avant de l'enceinte pour protéger son accès.

### La croisade des Albigeois, le Vivarais et Largentière
Le 15 janvier 1208 le légat du pape, Pierre de Castelnau, est assassiné près de Saint-Gilles-du-Gard, sur les terres du comte de Toulouse. Le pape Innocent III accuse le comte d'être à l'origine du crime et décide d'exposer en proie les terres du comte le 10 mars 1208. Le pape a nommé un nouveau légat, Arnaud Amalric. Le comte de Toulouse le rencontre à Aubenas en juin 1209 pour se justifier, mais il le renvoie auprès du pape. Dans cette période, pour obtenir l'appui des bourgeois de la ville de Largentière dans son conflit avec le comte de Toulouse sur la propriété des mines, l'évêque de Viviers leur accorde des franchises le 12 juillet 1208. Le 12 juin 1209, le légat du pape Milon, après avoir réuni un concile à Valence, Raymond VI doit se soumettre à Valence aux conditions imposées par le légat du pape, lui remettre sept châteaux dont celui de Fanjeau et faire partie de la croisade des barons contre les Albigeois avec Aymar II de Poitiers, comte de Valentinois, Ithier de Géorand, Dalmace de Vogüé. Le 18 juin 1209, le légat du pape Milon donne l'absolution au comte de Toulouse à Saint-Gilles. Le 10 août 1210, Raymond VI fait hommage à Burnon, évêque de Viviers, pour ses mines de Largentière, mais en janvier 1211, Raymond VI est de nouveau excommunié l'amenant à se révolter et à appeler à son secours son beau-frère Pierre II d'Aragon vainqueur de la bataille de Las Navas de Tolosa. Ensemble, ils se dirigent vers le Vivarais, s'emparent du château d'Ucel obligeant Pons III de Montlaur de se placer de leur côté et l'évêque Burnon à s'enfuir. Mais la mort de Pierre II d'Aragon à la bataille de Muret, le 12 septembre 1213 entraîne la fuite de Raymond VI en Aragon.
En 1215, Simon de Montfort de passage à Loriol prête allégeance à l'évêque de Viviers Burnon et promet de le défendre, sauf contre le roi de France. Profitant de la défaite de Raymond VI, l'évêque de Viviers s'est attribué le tiers de Largentière. Le 1er novembre 1215, le concile de Latran confie le comté de Toulouse à Simon de Montfort. L'évêque Burnon meurt en 1216, remplacé par Guillaume. Simon de Montfort vient ravager la vallée du Rhône pour punir Aymar II de Poitiers, prend Valence et Montélimar. Une révolte de la ville de Toulouse a permis à Raymond VI de s'y rétablir. Simon de Montfort est tué le 25 juin 1218 pendant le siège. Raymond VI meurt en 1222. Pour contrôler les mines de Largentière, le comte avait fait construire ou reconstruire plusieurs châteaux, à Montréal, à Tauriers et à Fanjeaux.
Raymond VII va tenter de reprendre Largentière en 1222. Après un échec, il a réussi en 1223, et l'évêque Bermond d'Anduze fait appel au pape Honorius III. Ce dernier exige que Raymond VII rende à l'évêque de Viviers ses biens ce que refuse de faire le comte de Toulouse en 1225. Le pape fait appel à Louis VIII. Le concile de Bourges a excommunié Raymond VII le 29 novembre 1225. Le roi décide de lever une énorme armée dans la vallée du Rhône, prend Avignon le 9 septembre 1226 et récupère Largentière en 1226. Tous les barons du Vivarais se soumettent au roi. À la fin de la croisade des albigeois, au traité de Paris de 1229, Raymond VII a abandonné tous ses domaines rhodaniens et Aymar de Poitiers a abandonné à l'évêque ses droits sur Largentière. L'évêque de Viviers reste le seul seigneur du château et des mines. Le produit des mines appartient à l'évêque pour les deux tiers, et au chapitre pour un tiers. Après le traité de Paris, le sénéchal de Beaucaire, Pèlerin Latinier, exige de l'évêque de Viviers, Bermond d'Anduze, qu'il se déclare vassal du roi de France pour ses biens, ce qu'il refuse. Le sénéchal ayant fait saisir son temporel, il se rend auprès de l'empereur Frédéric II en 1235 et a obtenu en janvier 1236, une bulle confirmant tous les biens et tous les privilèges de son église, avec l'appui d'Aymar de Poitiers et de Raymond VI redevenu marquis de Provence. Son successeur, Arnaud de Vogüé, évêque de Viviers entre 1244 et 1255, obtient la peine possession du château de Sampzon contre le sénéchal Pierre de Fèvres d'Athie. Arnaud de Vogüé décide d'appuyer le pape dans son conflit avec l'empereur Frédéric II qui décide alors de lui retirer son droit de péage sur le Rhône en août 1244. Les évêques suivant, Aimon de Genève (1255-1263), Hugues de La Tour du Pin (1263-1291), résistent aux ambitions capétiennes, mais la victoire de la papauté en Italie contre Frédéric II, l'alliance de la papauté avec les Capétiens pour la conquête de la Sicile, va changer la position des évêques de Viviers. 

### La mainmise sur le Vivarais par le roi de France
Cette section devrait être déplacée dans l'article Vivarais.
Pour plus d’informations, se reporter en page de discussion. (juillet 2021)
Les morts d'Alphonse de Poitiers et de Jeanne de Toulouse en 1271 entraînent le rattachement des terres du comte de Toulouse au domaine royal. En 1284, le roi Philippe III le Hardi a créé en paréage avec l'abbé de Mazan la ville de Villeneuve-de-Berg dans le domaine de l'évêque de Viviers. Le 1er avril 1287, l'évêque dut promettre de prêter serment au roi de France et de comparaître devant le parlement de Paris. L'évêque Guillaume de Falguières (1294-1297) a continué la politique de soumission au roi, mais son successeur, Aldebert de Peyre (1297-1306) a refusé de prêter serment d'allégeance au roi de France. Le sénéchal de Beaucaire a lancé une expédition militaire et a pris Saint-Just-d'Ardèche. Des négociations ont alors commencé en 1303 et se sont terminées par un accord le 10 juillet 1305, ratifié par le roi Philippe IV le Bel à Lyon le 3 janvier 1306 et par l'évêque le 3 février. Le diocèse de Viviers bénéficie d'une exemption fiscale, l'évêque et le chapitre conservent le droit de justice, l'évêque peut continuer à battre monnaie et garde son diocèse en franc-alleu. L'empereur ne proteste pas contre cette mainmise du roi de France sur le Vivarais.
Le 2 janvier 1308, l'évêque de Viviers, Louis de Poitiers, se rend à Vincennes et se reconnaît vassal du roi de France Philippe IV pour ses domaines. Le Vivarais est intégré au royaume de France. Peu après, le roi de France met la main sur le comté de Lyon, en 1312, puis le Dauphiné, en 1349, la Provence, entre 1481 et 1487.
En 1348, la peste noire ravage la région. La guerre de Cent Ans a vu le pays parcouru par des bandes de mercenaires.

### Aménagements du château
À la fin du XVe siècle et au début du XVIe siècle, les évêques Jean de Montchenu et Claude de Tournon agrandissent le château et renforcent l'enceinte. Les deux tours sont intégrées dans le château et surplombent la porte principale. On construit le corps de bâtiment appelé « tour pentagonale » reliant les deux tours au donjon. Un puits et creusé jusqu'au niveau de la rivière pour assurer l'autonomie du château en cas de siège. Le chanoine Jacques de Banne a affirmé que Claude de Tournon a construit la tour de l'horloge et la ligne de rempart avec ses tours entre le château et l'église. Puis le château subit une longue période d'abandon.
Le 31 mai 1562, Victor Bermond de Combas, seigneur de Saint-Remèze, Brison et Versas, avec son frère, Jean de Combas, son fils Valentin, et à la tête d'une troupe protestante, ont pillé et brûlé le couvent des Cordeliers de Largentière, ont aussi massacré les religieux. Ils prennent la ville et tiennent les châteaux de Largentière et de Montréal. Victor de Combas est tué le 13 novembre 1562 à Bourg-Saint-Andéol. Largentière repasse sous le contrôle des catholiques et sous la protection des seigneurs de Balazuc.
Le gouverneur du Bas-Vivarais pour le roi demeure au château avec 30 hommes d'armes. Sous Louis XIII des conflits religieux entre catholiques et protestants continuent à mettre Largentière en alarme. Le château de Fanjeaux ou Fanjau sur la colline de Bédéret à Largentière est détruit car il est tenu par des protestants.
En 1670, pendant la révolte de Roure, la ville est prise mais le château résiste. Le siège du château dure deux mois et il est finalement délivré par 200 mousquetaires commandés par d'Artagnan et 300 fantassins dirigés par le commandant Le Bret. Le chef des révoltés, Jean-Antoine Du Roure (1640?-1670), propriétaire terrien et petit noble aisé de Lachapelle-sous-Aubenas, chef de la révolte contre la politique fiscale de Louis XIV, a été roué vif à Montpellier le 29 octobre 1670.

### Largentière vendue au marquis de Brison
Le 5 novembre 1714, le château, la baronnie avec le droit de siéger aux États particuliers du Vivarais sont achetés 144 000 livres par François Grimoard de Beaumont de Beauvoir du Roure, marquis de Brison, à l'évêque de Viviers, Martin de Ratabon. Cette somme a permis aux évêques de construire leur nouveau palais épiscopal de Viviers. Le marquis de Brison va remettre en état le château et le transforme pour en faire une demeure seigneuriale ayant tous les aménagements nécessaires à une résidence. Des étages sont construits et la façade principale est percée de grandes fenêtres. L'enceinte basse est transformée en perron qui est doté d'un double escalier monumental. Il fait construire la route carrossable plantée de marronniers entre la ville et le château permettant aux voitures d'accéder à la cour supérieure. Dans son prolongement on a réalisé la route de Tauriers. Le marquis meurt en 1734. Son fils, Joseph, meurt peu après, en 1738. Son petit-fils, François Denis Auguste de Brison (1723-1811) hérite du château de Largentière. Il a épousé en 1752 Anne Françoise de Chaponay-Feysins. Ce mariage l'a fait entrer dans la haute société de Grenoble et de Lyon et ne s'intéresse guère à Largentière.

### Après la Révolution
En 1791, le marquis de Brison s'est installé en Savoie. En 1792, le comité révolutionnaire de Largentière  a décidé de prendre des tableaux du château pour les brûler.

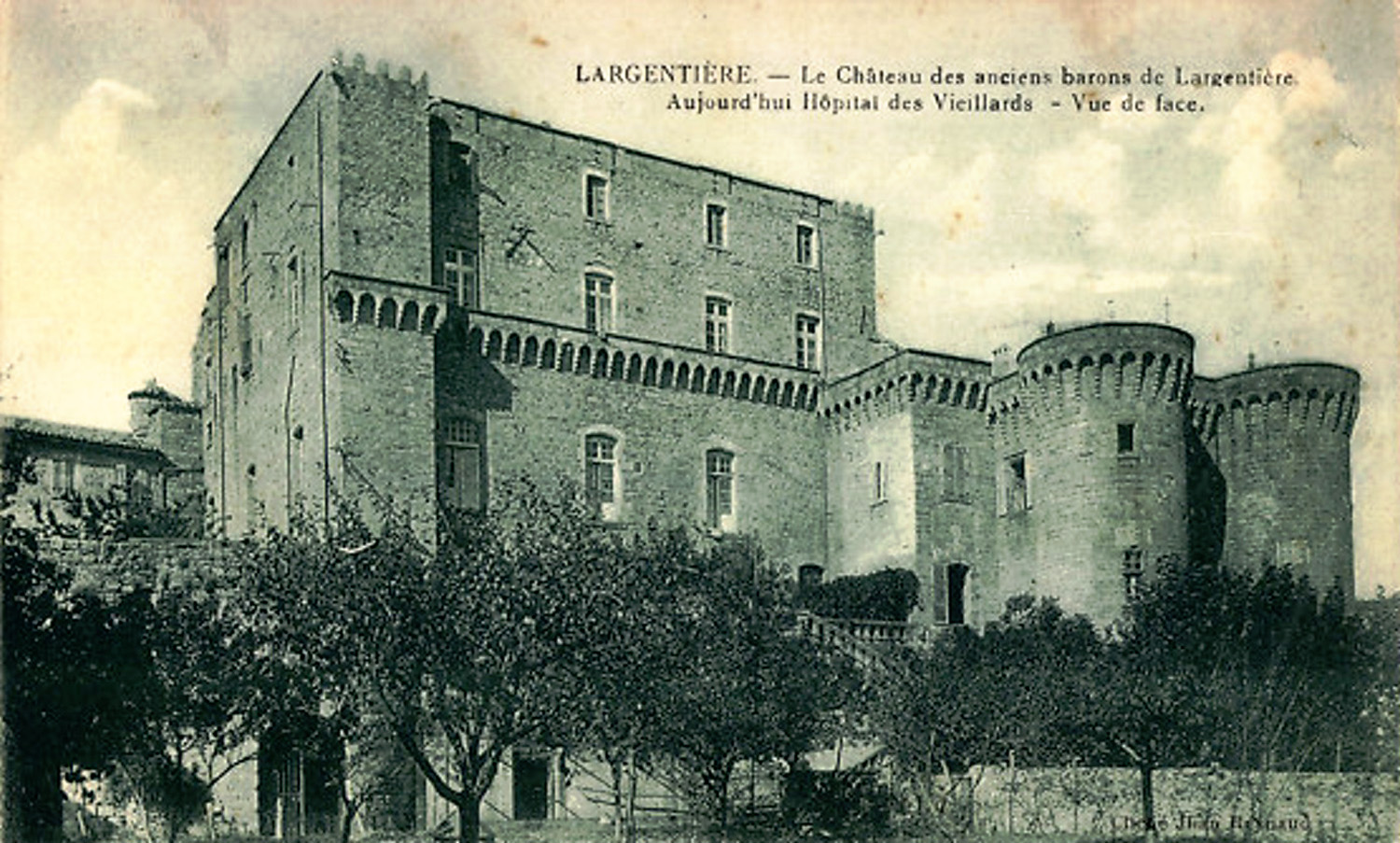
Le château transformé en hôpital.

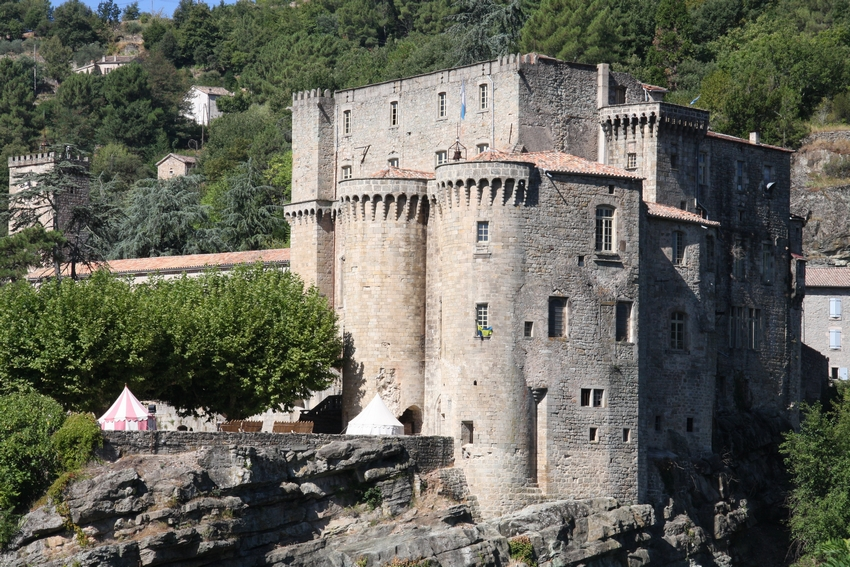
Le château avant 2013.

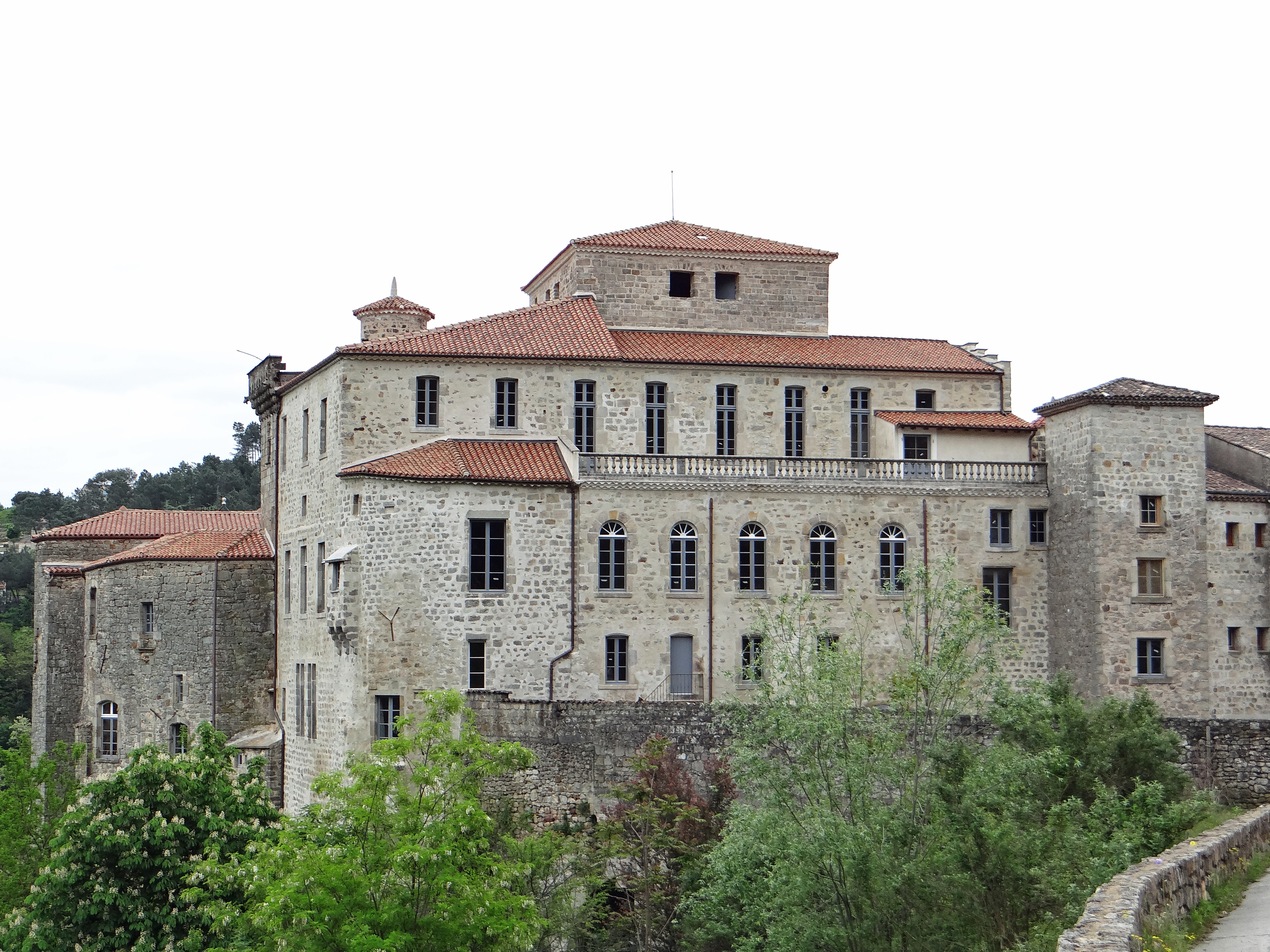
Le château vu de la route de Tauriers après sa restauration permettant de voir la partie supérieure du donjon.

Pendant la Révolution et l'Empire, le château est transformé en tribunal et en prison et le reste juste jusqu'en 1847. Le château est loué 11 000 francs après le retour en France du comte du Roure, propriétaire du château, en 1802. Le château n'est pas modifié pendant cette période mais il se dégrade.
En 1816, la tour dite de Toulouse qui dépassait toutes les autres est détruite. Ses pierres ont servi à la construction d'une usine.
Le château est acheté par la ville de Largentière en 1847 pour en faire un hôpital après le transfert du tribunal et des prisons dans un nouveau bâtiment. Deux étages sont ajoutés en 1858 qui sont d'abord couverts d'une terrasse, puis d'une toiture qui couvre l'ensemble du bâtiment, y compris le donjon. Le donjon n'est plus visible de l'extérieur du château.
Des bâtiments annexe sont ajoutés à une date plus récente le long de la route de Tauriers et des balcons en ciment sont ajoutés sur la façade sud-ouest.
Après 140 ans d'utilisation comme hôpital, jusqu'en 1995, puis une courte utilisation comme lycée hôtelier, pour un musée du Facteur et un lieu de réunion pour plusieurs associations, le château a été restitué à la commune.
En 1997, des bénévoles de l'association Chantier histoire et architecture médiévales débutent des travaux de restauration, qui s'achèvent l'année suivante.  
Les travaux de restauration reprennent en 2013 : les balcons en béton sont démolis, le toit est enlevé ainsi que les combles faisant réapparaître le haut du donjon. Sa toiture a été restaurée en 2015.

## Protection
Le château est inscrit au titre des monuments historiques par arrêté du 31 mai 1927.